# Drassodes mandibularis
Drassodes mandibularis es una especie de araña araneomorfa del género Drassodes, familia Gnaphosidae. La especie fue descrita científicamente por L. Koch en 1866.
El prosoma de la hembra mide 4 milímetros de longitud, es de color marrón amarillento, además posee pelos grises y amarillos. La especie se distribuye por Rusia.